# Бергер, Арнольд (филолог)
Арнольд Эрих Бергер (нем. Arnold Erich Berger; 2 июня 1862, Рацибуж — 29 февраля 1948, Зеехайм-ан-дер-Бергштрассе, Зехайм-Югенхайм) — немецкий филолог, историк и германист; изучал философию и филологию в Лейпцигском университете. В 1886 году он получил кандидатскую степень, а в 1890 — защитил докторскую в университете Бонна, где стал приват-доцентом; 17 марта 1900 года стал профессором. В основном исследовал период Реформации, а также — жизнь и деятельность Мартина Лютера, четырехтомную биографию которого он начал публиковать в 1894.

## Биография
Арнольд Бергер родился 2 июня 1862 года в Рацибуж (Ратибор, Силезия) в семье крупного предпринимателя Карла Августа Бергера и его жены Марии Бергера, урожденной Хартманн. Арнольд посещал школы в Берлине и Лейпциге; в 1881 году он окончил школу — получил аттестат о среднем образовании в лейпцигской школе Святого Фомы. Затем он изучал филологию и философию — в частности, немецкий язык и романистику — в Лейпцигском университете. В 1886 году он защитил диссертацию и получил кандидатскую степень; в марте 1890 года в университете Бонна он стал доктором наук — после чего занял пост приват-доцента в том же ВУЗе. С 1897 по 1900 год являлся ассистентом в университетской библиотеке в Бонне, а кроме того — с 1897 по 1901 — состоял научным сотрудником редакции берлинского издания собрания сочинений Мартина Лютера.
17 марта 1900 года Бергеру было присвоено звание профессора и в апреле 1901 года он стал экстраординарным профессором в университете Киля; 1 октября 1902 года он перешёл в университет Галле. 1 октября 1905 года стал полным профессором по истории литературы Дармштадтском техническом университете. В основном, Бергер исследовал период Реформации — в частности, жизнь и деятельность Лютера. В итоге, он представил свою четырехтомную биографию инициатора Реформации.
Арнольд Бергер стал ректором Дармштадтского университета в 1914 году: его речь от 31 октября 1914 года на тему «Немецкий идеализм и мировая война», данная уже после начала Первой мировой войны, была оценена историком Карлом Отмаром фон Аретином как «пустой пафос». Бергер стоял в те годы на крайне консервативных, немецко-националистических позициях: так он был среди 32 профессоров Дармштадта, подписавших Декларацию профессоров немецкого рейха от 16 октября 1914 года — документ, написанный теологом Рейнгольдом Зеебергом, подписанный более чем тремя тысячами преподавателей немецких университетов и оправдывавший начало мировой войны как «защиту немецкой культуры».
После окончания Великой войны Бергер стал «безграничным ненавистником Веймарской республики», что особенно очевидно по его работе «Старая и новая Германия» (Das alte und das neue Deutschland), опубликованной в 1921 году. В этом документе, написанном по случаю 50-летия основания Германской империи, он выступил против Версальского мирного договора. Он был одним из инициаторов создания независимого Департамента культурных и политических наук (Abteilung für Kultur- und Staatswissenschaften) в Дармштадте, основанного на месте распущенного в начале 1924 года Генерального департамента. Бергер также стал первым деканом нового отдела, занимая данный пост с 1924 по 1926 год.
К моменту прихода к власти в Германии национал-социалистов, к 1933 году, Бергер уже был на пенсии: его место на кафедре не получило преемника. Во времена Третьего Рейха он первоначально оставался связанным с университетом — так до зимнего семестра 1934/35 он читал лекции на те же темы, что и до выхода на пенсию. Он не присоединился ни к НСДАП, ни к СА, ни к СС; умер 29 февраля 1948 года в Зеехайме, в возрасте 85 лет, в доме на улице Бергштрассе.

## Работы
- Ursachen und Ziele der deutschen Reformation, 1899.
- Wilhelm II. und das Reich, 1913.
- Das alte und das neue Deutschland, Darmstadt, 1921.

## Семья
Арнольд Бергер впервые он женился в 1901 году — его первой супругой стала Ольге Абельсдорф из Берлина. В декабре 1913 года он женился второй раз — на Теодоре Мейерсике, дочери промышленника из Оснабрюка.